# Sean Daniel
Sean Daniel (New York, 15 agosto 1951) è un produttore cinematografico statunitense conosciuto per aver prodotto La mummia, La mummia - Il ritorno e La mummia - La tomba dell'Imperatore Dragone.

## Filmografia
- È tutta fortuna, 1991
- American Me - Rabbia di vivere, 1992
- CB4, 1993
- La vita è un sogno (Dazed and Confused), 1993
- 4 fantasmi per un sogno, 1993
- Senza tregua (Hard Target), 1993
- Tombstone, 1993
- Villaggio dei dannati, 1995
- Generazione X (Mallrats), 1995
- Don't Look Back, 1996
- Michael, 1996
- The Jackal, 1997
- Soldi sporchi, 1998
- La mummia (The Mummy), 1999
- The Gift - Il dono, 2000
- Attila, 2001
- Ritorno dal paradiso (Down to Earth), 2001
- La mummia - Il ritorno, 2001
- Rat Race, 2001
- Il Re Scorpione, 2002
- Indagini sporche (Dark Blue), 2002
- The Hunted - La preda, 2003
- Prima ti sposo, poi ti rovino, 2003
- La mummia - La tomba dell'Imperatore Dragone, 2008
- Wolfman, 2012
- Il Re Scorpione 3 - La battaglia finale, 2012
- Graceland, 2013-2014 - serie televisiva
- Tutti vogliono qualcosa (Everybody Wants Some), regia di Richard Linklater (2016)
- Ben-Hur, regia di Timur Bekmambetov (2016)
- La mummia (The Mummy), regia di Alex Kurtzman (2017)
- Scary Stories to Tell in the Dark, regia di André Øvredal (2019)